# Biểu tượng học manga
Nền manga Nhật Bản đã phát triển với các ngôn ngữ hình ảnh (kí hiệu, ảnh tượng,...) hoặc biểu tượng riêng để thể hiện cảm xúc và các trạng thái của một nhân vật. Phong cách vẽ này đã hình thành sang anime, do nhiều câu chuyện manga được chuyển thể thành phim truyền hình. Bài viết này chỉ đề cập đến các biểu tượng mà cả hai loại đưa ra, sự nhấn mạnh ở đây là về nguồn gốc manga cho các biểu tượng này.
Các khung và trang thường được đọc từ phải sang trái, để phù hợp với văn bản truyền thống Nhật Bản. Bởi vì manga là một loại hình nghệ thuật đa dạng, tuy nhiên không phải tất cả họa sĩ truyện tranh nào cũng đều tuân thủ các quy ước phổ biến ở phương Tây thông qua các bộ như Akira, Thủy thủ mặt trăng, Dragon Ball và Ranma ½.

## Đặc điểm phần đầu
Dù nghệ thuật có thể rất thực tế hoặc chỉ hư cấu, các nhân vật manga thường có đôi mắt lớn, mũi, miệng nhỏ và một khuôn mặt phẳng. Nghiên cứu tâm lý và xã hội về điểm hấp dẫn của khuôn mặt đã chỉ rằng sự hiện diện của các đặc điểm làm tăng sức hấp dẫn trên khuôn mặt. Các họa sĩ truyện tranh thường áp dụng phương pháp này để tăng sức hấp dẫn cho nhân vật chính. Kiểu mắt to đã trở thành điểm đặc trưng trong manga và anime từ những năm 1960, khi Tezuka Osamu được truyền cảm hứng từ phim hoạt hình của Disney từ Hoa Kỳ và bắt đầu vẽ chúng theo cách này.
Bên trong đôi mắt to thường thấy là con ngươi có điểm long lanh và phản chiếu ánh sáng của môi trường xung quanh, ở nhân vật nữ lại có xu hướng này trong khi nhân vật nam có mắt cỡ trung bình. Đôi mắt này chỉ xuất hiện ở các nhân vật sống, đôi mắt của những nhân vật đã chết là màu của mống mắt nhưng đậm hơn. Hiệu ứng này cũng được sử dụng để chỉ ra những nhân vật vô cảm do chấn thương hay mất kiểm soát ý chí vì bị (ma, quỷ, zombie, một loại ma thuật nào đó,...) nhập hồn. Các nhân vật có tóc che một phần khuôn mặt, đôi mắt bị che đi thường được phác thảo để chúng có thể nhìn thấy được từ ngoài, ngay cả khi tóc quá dày hay màu quá tối.
Một số biểu tượng hình ảnh đã được phát triển qua nhiều năm và trở thành cách phổ biến để biểu thị cảm xúc, điều kiện thể chất và tâm trạng nhân vật: 

#### Mắt
Hình dạng và kích thước mắt có thể được phóng đại, nhỏ đi hoặc thay đổi hoàn toàn. Đôi mắt biểu thị hai trái tim (❤) hay đôi mắt nai thường cho thấy nhân vật đang say mê thứ gì đó. Khi chết, bất tỉnh hoặc choáng váng, X đôi khi được sử dụng như một dấu hiệu của trạng thái này. Đôi mắt có thể được thay bằng hai dấu > < để thể hiện nhiều cảm xúc khác nhau, như hồi hộp hoặc phấn khích. Đôi mắt bình thường với hai lông mày vẽ cao biểu thị cho tính cách vui vẻ và ngạc nhiên. 

#### Mũi
Mũi thường nhỏ, chỉ dưới dạng một hình chữ L ngắn. Với các nhân vật nữ, mũi gần như biến mất hoàn toàn khi nhân vật nhìn về phía trước màn ảnh, để lại một hình tam giác nhỏ và phía bóng. Chảy máu mũi khi nhân vật thấy những thứ gợi cảm, xấu hổ, sau khi tiếp xúc với hình ảnh hoặc một tình huống, tuy nhiên điều này chỉ xuất hiện trong anime và manga. Khi ngủ say, từ mũi nhân vật hình thành nên một bong bong nhỏ, khi bị đánh thức giấc là bong bóng vỡ.

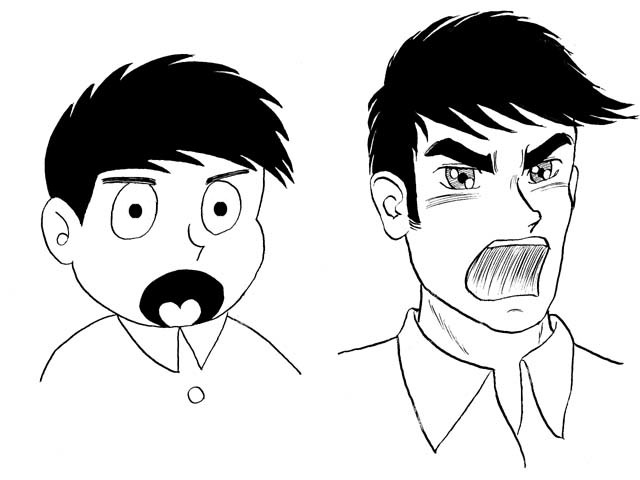
Một ví dụ về mũi hình chữ "L"

#### Miệng
Miệng được vẽ nhỏ trên mặt, thường là chỉ một đường hơi cong. Ở khóe miệng có một cái răng mèo nhỏ cho thấy nhân vật đó tinh nghịch, có phần yếu đuối hoặc khá lập dị. Miệng mèo có số ba xoay 90° theo kim đồng hồ (:3) thường thay cho miệng thật của nhân vật, đi kèm với biểu cảm này là đôi mắt to hơn cho thấy tính cách cũng tinh nghịch, có phần yếu đuối hoặc biểu thị sự dễ thương.